# Plaça Gran de Peralada
La plaça Gran és un espai urbà del municipi de Peralada (Alt Empordà), inclòs en l'Inventari del Patrimoni Arquitectònic de Catalunya.

## Descripció
La plaça Gran, de planta irregular, encara que de forma gairebé rectangular, és un element interessant per la unitat tipològica dels seus habitatges, tot i que les cases han experimentat noves intervencions al llarg del temps. En general són habitatges entre mitgeres, de planta baixa i dos pisos i coberta de teula a dues vessants. Té porxos en tres dels quatre costats, amb arcs ogivals i de mig punt. La banda de la plaça no porxada és la que presenta els habitatges més senzills.
A la plaça hi ha alguns edificis remarcables d'època gòtica, principalment a la banda de ponent (la casa de la vila, casa de Ramon Muntaner…).

## Història
La plaça Gran de Peralada està situada al centre de l'antic recinte fortificat medieval. No se sap amb certesa el procés de formació d'aquest espai urbà. Ramon Muntaner a la seva Crònica (1325-28) l'esmenta amb relació a l'estada del rei Jaume I a la casa que els seus pares tenien «al cap de la plaça». Tanmateix, és probable que la plaça a què fa referència Ramon Muntaner no correspongui a l'actual, ja que el 1285 la vila de Peralada resultà destruïda en la lluita entre Felip l'Ardit i el rei Pere II el Gran. L'actual plaça s'hauria configurat en el procés de reconstrucció general de la vila empresa pels Rocabertí a començament del segle xiv.